# Motor Lublin (piłka nożna) w sezonie 2008/2009
Sezon 2008/2009 był dla Motoru Lublin 21. sezonem na drugim szczeblu ligowym. W trzydziestu czterech rozegranych spotkaniach, Motor zdobył 32 punkty i zajął spadkowe 15. miejsce w tabeli, jednak utrzymał się I lidze po nieotrzymaniu licencji przez GKS Jastrzębie.

## Przebieg sezonu
W przerwie letniej Motor rozegrał dziesięć meczów sparingowych, między innymi trzy z zespołami z ekstraklasy: Lechią Gdańsk (1:1), Legią Warszawa (1:2) i Polonia Warszawa (1:0) oraz jeden mecz charytatywny w Gorlicach z Glinikiem (2:2) w obecności 1000 widzów. Do klubu przybyli Patryk Grzegorczyk (poprz. Łada Biłgoraj), Grzegorz Krystosiak (poprz. GKS Bełchatów), Tomasz Lenart (poprz. Kotwica Kołobrzeg), Mateusz Tywoniuk (poprz. UKS SMS Łódź), Michał Zawadzki (poprz. Lechia Zielona Góra), Artur Bożyk (poprz. Kolejarz Stróże), Karol Drej (poprz. Piast Gliwice), Janusz Iwanicki, Krzysztof Lipecki (poprz. Stal Stalowa Wola), Rafał Wawrzyńczok (poprz. Walka Zabrze) i Jarosław Pacholarz (poprz. Orlęta Radzyń Podlaski). Odeszli między innymi Bernard Ocholeche (do Podbeskidzia Bielsko-Biała), Daniel Koczon (do Piasta Gliwice), Paweł Rutkowski (do Avii Świdnik), Damian Iracki (do Stali Kraśnik), Michał Płotka i Mateusz Kołodziejski (powrócili z wypożyczenia do Arki Gdynia) oraz Kamil Stachyra (do Górnika Łęczna). Po zakończeniu rundy jesiennej Motor zajmował przedostatnie, 17. miejsce w tabeli.
W przerwie zimowej Motor rozegrał mecze sparingowe z Pogonią Szczecin (2:0), Chemikiem Police (0:0), Flotą Świnoujście (1:3), Wybrzeżem Rewalskim Rewal (3:1), Spartakusem Szarowola (1:3), Świtem Nowy Dwór Mazowiecki (2:1), Avią Świdnik (3:0), Mazurem Karczew (3:1), GKP Gorzów Wielkopolski (0:0), Dniapro Mohylew (0:2) i KSZO Ostrowiec Świętokrzyski 1:1. Z klubu odeszli Janusz Iwanicki (do Wisły Płock), Marcin Popławski (do Korony Kielce), Krzysztof Lipecki (do Kolejarza Stróże), Piotr Kamiński (do Resovii), Rafał Wawrzyńczok (do Rozwoju Katowice), Michał Zawadzki (do Lechii Zielona Góra), Jarosław Pacholarz (do Stali Kraśnik), Grzegorz Krystosiak (do Stali Poniatowa) i Paweł Kowalczyk. Przybyli zaś Witalij Melnyczuk oraz Iwan Dykyj (poprz. Spartakus Szarowola), Bartłomiej Niedziela (poprz. Jagiellonia Białystok), Marek Piotrowicz (poprz. Hetman Zamość), Kamil Hempel (poprz. Arka Gdynia) i Alexandru Carabulea (poprz. Nistru Otaci).
W sezonie 2008/2009 Motor zajął spadkowe 15. miejsce, jednak przystąpił do rozgrywek o mistrzostwo II ligi w sezonie następnym, po nieotrzymaniu licencji przez GKS Jastrzębie. Po zakończeniu sezonu z klubu odszedł trener Ryszard Kuźma, który przyjął pracę asystenta Jacka Zielińskiego w Lechu Poznań.

## Tabela
| Poz | Klub                       | M  | Pkt | Bz | Bs |
| --- | -------------------------- | -- | --- | -- | -- |
| 1.  | Widzew Łódź                | 34 | 72  | 55 | 23 |
| 2.  | Zagłębie Lubin             | 34 | 69  | 68 | 33 |
| 3.  | Korona Kielce              | 34 | 61  | 51 | 37 |
| 4.  | Podbeskidzie Bielsko-Biała | 34 | 59  | 60 | 29 |
| 5.  | Górnik Łęczna              | 34 | 57  | 49 | 36 |
| 6.  | Znicz Pruszków             | 34 | 55  | 42 | 29 |
| 7.  | Flota Świnoujście          | 34 | 53  | 43 | 37 |
| 8.  | Dolcan Ząbki               | 34 | 49  | 35 | 31 |
| 9.  | Wisła Płock                | 34 | 47  | 45 | 43 |
| 10. | Warta Poznań               | 34 | 46  | 44 | 45 |
| 11. | GKS Katowice               | 34 | 44  | 37 | 42 |
| 12. | Stal Stalowa Wola          | 34 | 43  | 33 | 34 |
| 13. | GKS Jastrzębie             | 34 | 41  | 37 | 48 |
| 14. | GKP Gorzów Wielkopolski    | 34 | 36  | 39 | 54 |
| 15. | Motor Lublin               | 34 | 32  | 21 | 36 |
| 16. | Tur Turek                  | 34 | 30  | 29 | 56 |
| 17. | Odra Opole                 | 34 | 25  | 22 | 51 |
| 18. | Kmita Zabierzów            | 34 | 21  | 11 | 57 |

## Mecze ligowe w sezonie 2009/2010
| Data                 | Przeciwnik                 | D/W | Miejsce                         | Wynik M/P  | Strzelcy             | Widzów | Źródło |
| -------------------- | -------------------------- | --- | ------------------------------- | ---------- | -------------------- | ------ | ------ |
|                      |                            |     |                                 |            |                      |        |        |
| RUNDA JESIENNA       |                            |     |                                 |            |                      |        |        |
|                      |                            |     |                                 |            |                      |        |        |
| 26 lipca 2008        | Górnik Łęczna              | W   | Stadion Górnika                 | 1:2        | K. Król 18'          | 7000   | [ 7 ]  |
| 2 sierpnia 2008      | Widzew Łódź                | D   | Stadion przy al. Zygmuntowskich | 0:1        |                      | 3500   | [ 8 ]  |
| 6 sierpnia 2008      | Stal Stalowa Wola          | W   | Stadion Stali                   | 1:2        | R. Król 32'          | 3500   |        |
| 9 sierpnia 2008      | Podbeskidzie Bielsko-Biała | D   | Stadion przy al. Zygmuntowskich | 0:0        |                      | 1000   | [ 9 ]  |
| 16 sierpnia 2008     | GKS 1962 Jastrzębie        | W   | Stadion GKS-u                   | 0:1        |                      | 2500   | [ 10 ] |
| 23 sierpnia 2008     | Tur Turek                  | D   | Stadion przy al. Zygmuntowskich | 1:0        | Iwanicki 82'         | 1000   | [ 11 ] |
| 31 sierpnia 2008     | GKS Katowice               | W   | Stadion GKS-u                   | 1:1        | Popławski 3'         | 3500   | [ 12 ] |
| 3 września 2008      | Znicz Pruszków             | D   | Stadion przy al. Zygmuntowskich | 1:0        | Lipecki 63'          | 1000   |        |
| 7 września 2008      | Wisła Płock                | W   | Stadion Wisły                   | 0:1        |                      | 2000   | [ 13 ] |
| 13 września 2008     | Odra Opole                 | D   | Stadion przy al. Zygmuntowskich | 1:1        | Iwanicki 90+3'       | 800    | [ 14 ] |
| 20 września 2008     | Warta Poznań               | W   | Stadion Warty                   | 1:0        | Wawrzyńczok 55'      | 500    | [ 15 ] |
| 27 września 2008     | Kmita Zabierzów            | W   | Zabierzów                       | 1:0        | Wawrzyńczok 54'      | 200    | [ 16 ] |
| 4 października 2008  | Korona Kielce              | D   | Stadion przy al. Zygmuntowskich | 1:2        | Popławski 90+2'      | 1000   | [ 17 ] |
| 8 października 2008  | Zagłębie Lubin             | W   | Polkowice                       | 0:2        |                      |        |        |
| 12 października 2008 | Flota Świnoujście          | D   | Stadion przy al. Zygmuntowskich | 1:1        | Oziemczuk 55'        | 1000   | [ 18 ] |
| 18 października 2008 | Dolcan Ząbki               | W   | Nowy Dwór Mazowiecki            | 0:0        |                      | 100    | [ 19 ] |
| 25 października 2008 | GKP Gorzów Wielkopolski    | D   | Stadion przy al. Zygmuntowskich | 0:2        |                      | 1200   | [ 20 ] |
| 9 listopada 2008     | Górnik Łęczna              | D   | Stadion przy al. Zygmuntowskich | 0:0        |                      | 3500   | [ 21 ] |
| 14 listopada 2008    | Widzew Łódź                | W   | Stadion Widzewa                 | 0:1        |                      |        |        |
|                      |                            |     |                                 |            |                      |        |        |
| RUNDA WIOSENNA       |                            |     |                                 |            |                      |        |        |
|                      |                            |     |                                 |            |                      |        |        |
| 21 marca 2009        | Podbeskidzie Bielsko-Biała | W   | Stadion Podbeskidzia            | 0:0        |                      | 3000   | [ 22 ] |
| 28 marca 2009        | GKS 1962 Jastrzębie        | D   | Stadion przy al. Zygmuntowskich | 1:1        | Oziemczuk 4'         | 1500   | [ 23 ] |
| 4 kwietnia 2009      | Tur Turek                  | W   | Stadion Tura                    | 0:0        |                      | 2000   | [ 24 ] |
| 11 kwietnia 2009     | GKS Katowice               | D   | Stadion przy al. Zygmuntowskich | 0:0        |                      | 3000   | [ 25 ] |
| 18 kwietnia 2009     | Znicz Pruszków             | W   | Stadion Znicza                  | 0:0        |                      | 1800   | [ 26 ] |
| 22 kwietnia 2009     | Wisła Płock                | D   | Stadion przy al. Zygmuntowskich | 2:1        | Król 73', Syroka 90' |        |        |
| 25 kwietnia 2009     | Odra Opole                 | W   | Stadion Odry                    | 0:1        |                      | 1000   | [ 27 ] |
| 29 kwietnia 2009     | Stal Stalowa Wola          | D   | Stadion przy al. Zygmuntowskich | 1:1        | Bożyk 74' (k)        |        |        |
| 3 maja 2009          | Warta Poznań               | D   | Stadion przy al. Zygmuntowskich | 1:1        | Maciejewski 6'       | 1500   | [ 28 ] |
|                      | Kmita Zabierzów            |     |                                 | 3:0 (w.o.) |                      |        | [ 29 ] |
| 13 maja 2009         | Korona Kielce              | W   | Stadion Korony                  | 0:3        |                      |        |        |
| 16 maja 2009         | Zagłębie Lubin             | D   | Stadion przy al. Zygmuntowskich | 1:2        | Ptaszyński 40'       | 1800   | [ 30 ] |
| 23 maja 2009         | Flota Świnoujście          | W   | Stadion Floty                   | 1:1        | Maciejewski 23' (k)  | 2000   | [ 31 ] |
| 30 maja 2009         | Dolcan Ząbki               | D   | Stadion przy al. Zygmuntowskich | 0:2        |                      | 1500   | [ 32 ] |
| 5 czerwca 2009       | GKP Gorzów Wielkopolski    | W   | Stadion GKP                     | 1:6        | K. Król 38'          |        |        |

## Puchar Polski na szczeblu centralnym
| Data             | Runda | Przeciwnik        | D/W | Miejsce                         | Wynik M/P | Strzelcy                                   | Źródło |
| ---------------- | ----- | ----------------- | --- | ------------------------------- | --------- | ------------------------------------------ | ------ |
| 27 sierpnia 2008 | I     | Legia II Warszawa | W   | Warszawa                        | 3:0       | Kamiński 12', Popławski 39', Kowalczyk 50' | [ 33 ] |
| 24 września 2008 | 1/16  | ŁKS Łódź          | D   | Stadion przy al. Zygmuntowskich | 0:2       |                                            | [ 34 ] |

## Kadra
| Numer      | Zawodnik             | Data ur.   | Występy        | Bramki         |                |                | Występy        | Bramki         |                |                | Występy   | Bramki    | Poprzedni klub         |
| Numer      | Zawodnik             | Data ur.   | RUNDA JESIENNA | RUNDA JESIENNA | RUNDA JESIENNA | RUNDA JESIENNA | RUNDA WIOSENNA | RUNDA WIOSENNA | RUNDA WIOSENNA | RUNDA WIOSENNA | SEZON     | SEZON     | Poprzedni klub         |
| Bramkarze  | Bramkarze            | Bramkarze  | Bramkarze      | Bramkarze      | Bramkarze      | Bramkarze      | Bramkarze      | Bramkarze      | Bramkarze      | Bramkarze      | Bramkarze | Bramkarze | Bramkarze              |
| ---------- | -------------------- | ---------- | -------------- | -------------- | -------------- | -------------- | -------------- | -------------- | -------------- | -------------- | --------- | --------- | ---------------------- |
| 1          | Przemysław Mierzwa   | 4.04.1978  | 19             |                |                |                | 14             |                |                |                | 33        |           | AKS Busko Zdrój        |
| Obrońcy    |                      |            |                |                |                |                |                |                |                |                |           |           |                        |
| 2          | Iwan Dykyj           | 6.07.1984  | —              | —              | —              | —              | 3 (4)          |                | 1              |                | 3 (4)     |           | Spartakus Szarowola    |
| 3          | Artur Bożyk          | 14.04.1975 | 9              |                | 4              | 1              | 4              | 1              |                |                | 13        | 1         | Kolejarz Stróże        |
| 4          | Michał Zawadzki      | 8.11.1988  | 8              |                | 3              |                | —              | —              | —              | —              | 8         |           | Lechia Zielona Góra    |
| 5          | Damian Falisiewicz   | 16.07.1987 | 10 (1)         |                | 2              |                | 13             |                | 4              |                | 23 (1)    |           | wychowanek             |
| 11         | Kamil Hempel         | 12.05.1988 | —              | —              | —              | —              | 2 (4)          |                |                |                | 2 (4)     |           | Arka Gdynia            |
| 13         | Dawid Ptaszyński     | 22.02.1982 | 18             |                | 2              |                | 13             | 1              | 2              |                | 31        | 1         | Avia Świdnik           |
| 15         | Michał Maciejewski   | 26.04.1983 | 5              |                | 1              |                | 13 (1)         | 2              | 2              |                | 18 (1)    | 2         | Avia Świdnik           |
| 16         | Tomasz Lenart        | 27.10.1986 | 4 (1)          |                | 1              |                | —              | —              | —              | —              | 4 (1)     |           | Kotwica Kołobrzeg      |
| 19         | Łukasz Misztal       | 22.05.1982 | 14 (4)         |                | 2              |                | 11 (1)         |                | 1              |                | 25 (5)    |           | Avia Świdnik           |
| 25         | Grzegorz Krystosiak  | 27.01.1987 | 1              |                |                |                | —              | —              | —              | —              | 1         |           | Stal Poniatowa         |
| Pomocnicy  |                      |            |                |                |                |                |                |                |                |                |           |           |                        |
| 3          | Krzysztof Lipecki    | 29.05.1981 | 18 (1)         | 1              | 3              |                | —              | —              | —              | —              | 18 (1)    | 1         | Stal Stalowa Wola      |
| 7          | Karol Drej           | 24.06.1981 | 4 (3)          |                |                |                | 4 (1)          |                | 1              |                | 8 (4)     |           | Polonia Bytom          |
| 8          | Marcin Syroka        | 26.10.1978 | 3 (3)          |                | 1              |                | 13 (1)         | 1              |                |                | 16 (1)    | 1         | BKS Lublin             |
| 9          | Kamil Oziemczuk      | 29.03.1988 | 6 (3)          | 1              |                |                | 12 (1)         | 1              | 1              |                | 18 (4)    | 2         | AJ Auxerre             |
| 9          | Janusz Iwanicki      | 29.03.1982 | 17 (1)         | 2              | 4              |                | —              | —              | —              | —              | 17 (1)    | 2         | Stal Stalowa Wola      |
| 10         | Rafał Król           | 16.01.1989 | 8 (7)          | 1              | 2              |                | 9 (2)          | 1              | 3              |                | 17 (9)    | 2         | Stal Kraśnik           |
| 14         | Paweł Maziarz        | 12.04.1981 | 5 (5)          |                |                |                | 5 (2)          |                | 1              |                | 10 (7)    |           | BKS Lublin             |
| 16         | Bartłomiej Niedziela | 7.05.1985  | —              | —              | —              | —              | 4 (4)          |                | 3              |                | 4 (4)     |           | Jagiellonia Białystok  |
| 18         | Marek Piotrowicz     | 28.03.1981 | —              | —              | —              | —              | 7 (6)          |                |                |                | 7 (6)     |           | Hetman Zamość          |
| 21         | Przemysław Żmuda     | 3.03.1985  | 19             |                | 2              |                | 12             |                | 3              |                | 31        |           | Unia Bełżyce           |
| 23         | Rafał Wawrzyńczok    | 28.08.1986 | 5 (4)          | 2              | 2              |                | —              | —              | —              | —              | 5 (4)     | 2         | Walka Zabrze           |
| 25         | Witalij Melnyczuk    | 3.10.1988  | —              | —              | —              | —              | 3 (5)          |                |                |                | 3 (5)     |           | Spartakus Szarowola    |
| Napastnicy |                      |            |                |                |                |                |                |                |                |                |           |           |                        |
| 7          | Paweł Kowalczyk      | 27.04.1980 | 1 (6)          |                |                |                | —              | —              | —              | —              | 1 (6)     |           | Pogoń Leżajsk          |
| 11         | Marcin Popławski     | 30.09.1980 | 18             | 2              | 2              |                | —              | —              | —              | —              | 18        | 2         | Górnik Łęczna          |
| 17         | Piotr Kamiński       | 11.05.1986 | 5 (6)          |                |                |                | —              | —              | —              | —              | 5 (6)     |           | Lech Poznań            |
| 18         | Jarosław Pacholarz   | 12.04.1985 | 6 (9)          |                | 1              |                | —              | —              | —              | —              | 6 (9)     |           | Orlęta Radzyń Podlaski |
| 24         | Alexandru Carabulea  | 23.09.1988 | —              | —              | —              | —              | 1 (8)          |                |                |                | 1 (8)     |           | Nistru Otaci           |
| 26         | Kamil Król           | 20.06.1987 | 6              | 1              | 1              |                | 10 (3)         | 1              | 5              |                | 16 (3)    | 2         | Brescia Calcio         |